# Patrik Tybor
Patrik Tybor (Dubnica nad Váhom, 16 september 1987) is een Slowaaks wielrenner die anno 2023 rijdt voor Dukla Banská Bystrica. 
Tybor rijdt al zijn gehele carrière voor dezelfde ploeg. Sinds 2006 rijdt hij onafgebroken voor Dukla Banská Bystrica.
In de wegwedstrijd op de Olympische Spelen in Rio de Janeiro eindigde Tybor op plek 45, op twintig minuten van winnaar Greg Van Avermaet.

## Palmares
2009
2e etappe Grote Prijs Bradlo
2013
4e etappe Baltic Chain Tour
2015
1e en 3e etappe Ronde van Bulgarije
2016
6e etappe Ronde van Kameroen
5e etappe Ronde van Marokko

## Resultaten in voornaamste wedstrijden
| Jaar |  | WK op de weg |
| ---- |  | ------------ |
| 2013 |  | opgave       |
| 2014 |  |              |
| 2015 |  |              |
| 2016 |  |              |
| 2017 |  | opgave       |
| 2018 |  | opgave       |
| 2019 |  |              |
| 2020 |  | opgave       |
| 2021 |  | opgave       |

## Ploegen
- 2006 –  Dukla Trenčín
- 2007 –  Dukla Trenčín Merida
- 2008 –  Dukla Trenčín Merida
- 2009 –  Dukla Trenčín Merida
- 2010 –  Dukla Trenčín Merida
- 2011 –  Dukla Trenčín Merida
- 2012 –  Dukla Trenčín Trek
- 2013 –  Dukla Trenčín Trek
- 2014 –  Dukla Trenčín Trek
- 2015 –  Kemo Dukla Trenčín
- 2016 –  Dukla Banská Bystrica
- 2017 –  Dukla Banská Bystrica
- 2018 –  Dukla Banská Bystrica
- 2019 –  Dukla Banská Bystrica
- 2020 –  Dukla Banská Bystrica
- 2021 –  Dukla Banská Bystrica
- 2022 –  Dukla Banská Bystrica
- 2023 –  Dukla Banská Bystrica

Bachratý · Broniš · Dobiaš · Kasidlo · Kováč · Liška · Mička · Polievka · Šipeky · Slota · Tybor · Zachar
Bachraty · Dobiaš · Freivolt · Gajdošík · Kasidlo · Kováč · Polievka · Sagan · Šipeky · Tybor · Vyšna · Zachar
Bachratý · Božik · Broniš · Freivolt · Kováč · Mahďar · Polievka · Povolný · Sagan · Šipeky · Tybor · Vyšna · Zachar
Božik · Kováč · Krizan · Mahďar · Polievka · Procner · Rovnak · J. Sagan · P. Sagan · Šipeky · Tybor · Vyšna · Žabka · Zachar
Ažaltovič · Hrbáček · Jurčo · Kováč · Mahďar · Marek · Nagy · Polievka · Rovňák · Šipeky · Tybor · Valach · Vyšna
Ažaltovič · Béreš · Chalás · Hrbáček · Jurčo · Kováč · Mahďar · Marek · Nagy · Novák · Polievka · Šipeky · Tybor · Vyšna
Béreš · Broniš · Chalás · Gavenda · Habera · Kolář · Kováč · Mahďar · Špánik · Taragel · Tybor · Varhanik · Vyšna
Baška · Broniš · Daško · Gavenda · Jurčo · Kolář · Kováč · Mahďar · Malovec · Taragel · Tybor · Vyšna
Baška · Broniš · Daško · Jurčo · Kováč · Mahďar · Malovec · Taragel · Tybor
Broniš · Dubeň · Holomek · Jurčo · Kováč · Krajíček · Lajcha · Mahďar · Strmiska · Tybor · Zanelli
Bátora · Bellan · Harag · Haring · Kováč · Kováčik · Lajcha · Mahďar · Palčák · Strmiska · Tybor · Zimány · Cully (stagiair) · Ulík (stagiair)
Bellan · Čanecký · Cully · Foltán · Haring · Mahďar · Meliš · Oros · Taragel · Tybor · Varhaňovský · Vlčák